# Roy Sáenz
Roy Francisco Sáenz Acuña (Limón; 5 de diciembre de 1944) es un exfutbolista costarricense que jugaba de delantero.

## Trayectoria
Hizo su debut en Primera División con Deportivo Nicolás Marín y jugó una parte importante de su carrera con LD Alajuelense. Fue máximo goleador de la Primera División dos veces, en 1969 y 1971 y sumó 168 goles en la Primera División de Costa Rica en 363 partidos.
Marcó un total de 234 goles en todas las competiciones (liga, copa, selección nacional y partidos internos del club).
Ganó dos títulos de liga y marcó 84 goles con Alajuelense, ubicándose tercero en la lista de goleadores de todos los tiempos del club. Tuvo un breve período en el extranjero con la Universidad de El Salvador y se retiró en 1980.

## Selección nacional
También formó parte de la selección de Costa Rica, jugó 27 partidos y marcó 12 goles. Representó a su país en 4 partidos de clasificación para la Copa Mundial de la FIFA y anotó durante el Campeonato Concacaf de 1969 y 1971.

### Participaciones en Campeonatos Concacaf
| Copa                                          | Sede              | Resultado     | Part. | Goles |
| --------------------------------------------- | ----------------- | ------------- | ----- | ----- |
| Campeonato de Naciones de la Concacaf de 1969 | Costa Rica        | Campeón       | 3     | 2     |
| Campeonato de Naciones de la Concacaf de 1971 | Trinidad y Tobago | Tercer puesto | 3     | 3     |

## Trayectoria como entrenador
Después de retirarse, dirigió a los equipos de Segunda División como Municipal San José, El Carmen, Palmares, Uruguay de Coronado, La Unión, Curridabat y Puriscal. También trabajó como ejecutivo de ventas.
En el verano de 2010 fue elegido presidente de su ex equipo Barrio México a su regreso en Primera División. Reemplazó al presidente de Brujas, Minor Vargas, que no podía dirigir dos clubes diferentes.

## Clubes
| Club                    | País        | Año       |
| ----------------------- | ----------- | --------- |
| Deportivo Nicolás Marín | Costa Rica  | 1963-1965 |
| Orión FC                | Costa Rica  | 1965      |
| Deportivo México        | Costa Rica  | 1966-1968 |
| LD Alajuelense          | Costa Rica  | 1968-1975 |
| CD Universidad          | El Salvador | 1976      |
| Deportivo México        | Costa Rica  | 1976-1980 |
| AD Limonense (cesión)   | Costa Rica  | 1978      |

## Palmarés

### Títulos nacionales
| Título           | Equipo           | País       | Año  |
| ---------------- | ---------------- | ---------- | ---- |
| Torneo de Copa   | Deportivo México | Costa Rica | 1967 |
| Primera División | LD Alajuelense   | Costa Rica | 1970 |
| Primera División | LD Alajuelense   | Costa Rica | 1971 |
| Torneo de Copa   | LD Alajuelense   | Costa Rica | 1974 |

### Títulos internacionales
| Título                                | Equipo     | Sede     | Año  |
| ------------------------------------- | ---------- | -------- | ---- |
| Campeonato de Naciones de la Concacaf | Costa Rica | San José | 1969 |

### Distinciones individuales
| Distinción                                                | Año  |
| --------------------------------------------------------- | ---- |
| Máximo goleador del Torneo de Copa                        | 1967 |
| Máximo goleador de la Primera División de Costa Rica      | 1969 |
| Máximo goleador de la Primera División de Costa Rica      | 1971 |
| Máximo goleador del Campeonato de Naciones de la Concacaf | 1971 |